# American Hairless Terrier
American Hairless Terrier ou Terrier pelado americano, é uma rara raça de cães originária dos Estados Unidos. É um ativo cão do tipo Terrier, de porte pequeno para médio. É um cão alerta, enérgico e inteligente, com forte instinto de caça. Em seu país de origem, é reconhecido e registrado pelos dois maiores clubes americanos: o American Kennel Club(AKC); e o United Kennel Club(UKC). Segundo o AKC, sua altura ideal é entre 30 e 40 cm na cernelha, embora no padrão do UKC seja relatado uma variação maior.